# Carlo van Dam

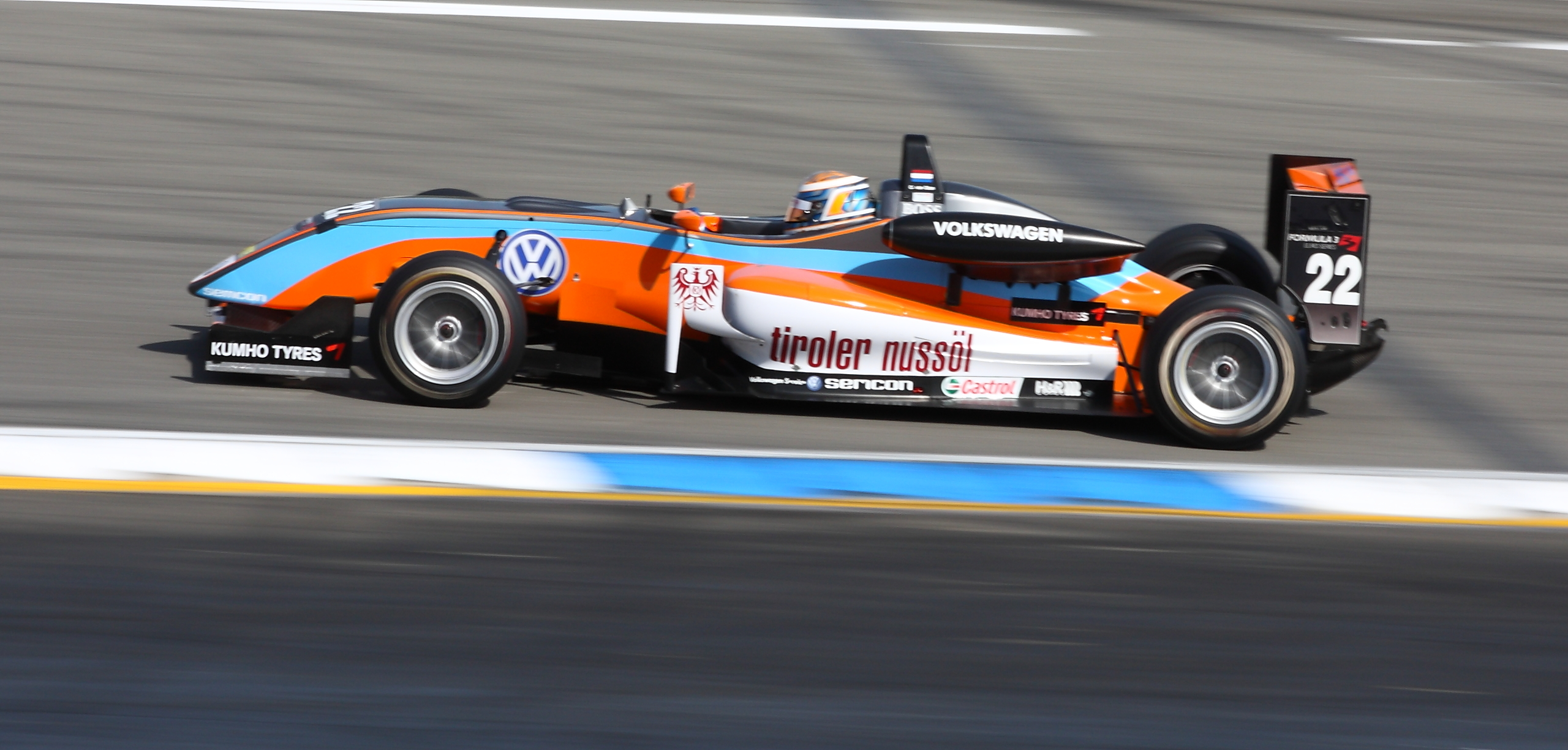
Van Dam in actie in 2009

Carlo van Dam (Vlaardingen, 27 februari 1986) is een Nederlands autocoureur.
In 2001 won hij het Europees kampioenschap karting. Naar aanleiding hiervan werd hij onderdeel van het Renault Driver Development programma. In het team van Formule 1 coureur Jarno Trulli werd hij in 2002 4e in de eindstand om het WK Karting.
In de afgelopen drie seizoen was Carlo actief in de Formule Renault 2.0, waar hij in 2006 3e werd in de Eurocup Formule Renault.
Carlo wist in 2007 de ATS Formule 3 te winnen bij het Van Amersfoort Racing team.
In oktober 2007 deed Carlo een test voor de Formule Renault 3.5 Series. De test was op het Circuit Paul Ricard in Zuid-Frankrijk. De test was bij het Red Devil Comtec Racing team. Hij was de snelste van alle Nederlanders en derde van allemaal. Carlo legde ook nog een GP2 test af bij het Spaanse BCN Competition, deze verliep redelijk gezien de kwaliteit van het team, hij werd zestiende van de 26.
In 2008 rijdt Carlo in het All-Japan F3, Japans Formule 3-kampioenschap. Door het topteam van Toyota TOM's werd de Nederlander gevraagd om in Japan zijn carrière voort te zetten. Hier racet hij in 2008 bij het fabrieksteam van Toyota. Op 30 augustus bereikt Van Dam een nieuwe mijlpaal in zijn loopbaan, door het Japans Formule 3-kampioenschap op zijn naam te schrijven.  In 2009 volgde hij Dominick Muermans op als coureur voor PSV in de Superleague Formula.